# Стівен Роуботам
Стівен Роуботам  (англ. Stephen Rowbotham, 11 листопада 1981) — британський веслувальник, олімпійський медаліст.

## Виступи на Олімпіадах
| Олімпіада  | Дисципліна   | Місце |
| ---------- | ------------ | ----- |
| Пекін 2008 | двійка парна | 3     |